# Mirko Ivanovski
Mirko Ivanovski (Bitola, Macedonia del Norte, 31 de octubre de 1989) es un futbolista macedonio. Juega de delantero y su equipo es el F. K. Pelister Bitola de la Primera División de Macedonia del Norte.

## Clubes
| Club                           | País                | Año       |
| ------------------------------ | ------------------- | --------- |
| F. K. Makedonija Gjorče Petrov | Macedonia del Norte | 2008-2010 |
| Slavia de Praga (cedido)       | República Checa     | 2010      |
| Arka Gdynia                    | Polonia             | 2011-2012 |
| F. C. Astra Giurgiu            | Rumania             | 2012-2014 |
| CFR Cluj                       | Rumania             | 2014-2015 |
| Videoton F. C.                 | Hungría             | 2015-2016 |
| Boluspor                       | Turquía             | 2016      |
| N. K. Slaven Belupo            | Croacia             | 2016-2018 |
| H. N. K. Hajduk Split          | Croacia             | 2018-2019 |
| Diósgyőri VTK                  | Hungría             | 2019-2021 |
| F. C. Dinamo de Bucarest       | Rumania             | 2021-2022 |
| F. C. Petrolul Ploiești        | Rumania             | 2022-2023 |
| C. S. Concordia Chiajna        | Rumania             | 2023      |
| C. S. Tunari                   | Rumania             | 2023-2024 |
| F. K. Pelister Bitola          | Macedonia del Norte | 2024-     |